# (205) Martha
(205) Martha ist ein Asteroid des mittleren Hauptgürtels, der am 13. Oktober 1879 vom österreichischen Astronomen Johann Palisa an der Marine-Sternwarte Pola in Istrien bei einer Helligkeit von 12 mag entdeckt wurde.
Der Asteroid wurde benannt nach der biblischen Martha (im Lukasevangelium des Neuen Testaments), Schwester von Maria und Lazarus von Bethanien. Marthas Gastfreundschaft gegenüber Jesus ist dokumentiert. Palisa wählte diesen Namen in Erinnerung an die Gastfreundschaft seiner Berliner Kollegen anlässlich der Versammlung der Astronomischen Gesellschaft im September 1879.

## Wissenschaftliche Auswertung
Aus Ergebnissen der IRAS Minor Planet Survey (IMPS) wurden 1992 erstmals Angaben zu Durchmesser und Albedo für zahlreiche Asteroiden abgeleitet, darunter auch (205) Martha, für die damals Werte von 80,6 km bzw. 0,06 erhalten wurden. Mit dem Satelliten Midcourse Space Experiment (MSX) wurden dann 1996 bis 1997 im Rahmen der Infrared Minor Planet Survey (MIMPS) neue Daten erhalten, aus denen für den Asteroiden Werte für den mittleren Durchmesser und die Albedo von 77,5 km bzw. 0,06 bestimmt wurden. Eine Auswertung von Beobachtungen durch das Projekt NEOWISE im nahen Infrarot führte 2011 zu vorläufigen Werten für den Durchmesser und die Albedo im sichtbaren Bereich von 81,5 km bzw. 0,05. Nachdem die Werte 2012 auf 93,2 km bzw. 0,04 korrigiert worden waren, wurden sie 2014 auf 77,0 km bzw. 0,06 geändert. Nach der Reaktivierung von NEOWISE im Jahr 2013 und Registrierung neuer Daten wurden die Werte 2016 angegeben mit 67,3 km bzw. 0,04, diese Angaben beinhalten aber hohe Unsicherheiten.
Eine spektroskopische Untersuchung von 820 Asteroiden zwischen November 1996 und September 2001 am La-Silla-Observatorium in Chile ergab für (205) Martha eine taxonomische Klassifizierung als Caa- bzw. Ch-Typ.
Nach früheren Versuchen zur Bestimmung einer Rotationsperiode wurde der Asteroid am 19. und 22. Mai 2007 am Oakley Observatory in Indiana photometrisch beobachtet und aus der Lichtkurve eine Rotationsperiode von 9,74 h bestimmt. Nach einer erneuten Beobachtung vom 30. Mai bis 17. Juni 2012 am Santana Observatory in Kalifornien wurde aber für die Rotationsperiode ein Wert von 14,91 h bevorzugt. Dieser Wert konnte bei Messungen vom 2. August bis 2. Oktober 2013 am Organ Mesa Observatory in New Mexico bestätigt werden, wo ein Wert von 14,905 h gefunden wurde.
Mit einer Auswertung astrometrischer und photometrischer Daten des Gaia DR2-Katalogs im Jahr 2018 konnte die räumliche Lage der Rotationsachse des Asteroiden bestimmt werden. Die Rotationsperiode wurde durch die Methode der konvexen Inversion zu 14,912 h bestimmt. Bei einer erneuten Auswertung von Gaia DR2-Daten in 2019 konnte mit einem cellinoidförmigen Modell (ähnlich einem flachgedrückten Ei) eine Rotationsperiode von 14,904 h, aber keine Lage der Pole bestimmt werden.

## Asteroidenpaar
(205) Martha bildet mit dem Asteroiden (992) Swasey ein quasi-complanares Asteroidenpaar. Sie besitzen sehr ähnliche Bahnelemente und bewegen sich nahezu in der gleichen Bahnebene, allerdings ist die Bahn von (992) Swasey größer und ihre Apsidenlinien sind nahezu um 180° gegeneinander verdreht. (205) Martha besitzt eine deutlich kürzere Umlaufzeit um die Sonne als (992) Swasey, so dass sie ihn etwa alle 38 Jahre überholt. In den 1000 Jahren um die derzeitige Epoche herum kommen sich die beiden Körper aber nicht näher als 3 Mio. km.